# Jack Vanarsky
Jack Vanarsky, né Jack Sergio Vapnasky le 18 avril 1936 à General Roca en  Patagonie (Argentine) et mort le 15 février 2009 dans le 13e arrondissement de Paris, est un sculpteur et auteur de collages.

## Biographie
Jack Vanarsky étudie l'architecture à l'université de Buenos Aires avant de s'installer à Paris en 1962.
Il réalise des œuvres « lamellisées » (Pacha-Mama, sculpture en marbre, à Ivry-sur-Seine, 1988) et, parfois, animées.
Il est l'auteur du Livremonde pour le pavillon français de l'Exposition universelle de Séville (1992). L'œuvre est exposée depuis 2007 à l'Espace des Sciences de Rennes.
Membre de l'Oupeinpo, il était Régent du Collège de 'Pataphysique.
En 1995, une exposition rétrospective lui a été consacrée par la Maison d'Amérique Latine à Paris.